# Liste der Kulturdenkmale in Heinsdorfergrund

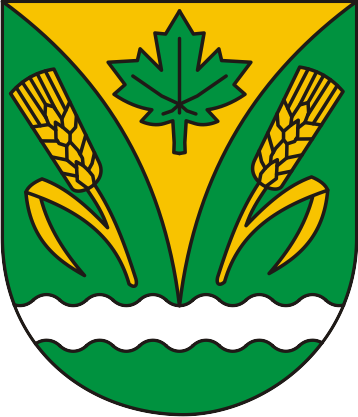
Wappen von Heinsdorfergrund

In der Liste der Kulturdenkmale in Heinsdorfergrund sind die Kulturdenkmale der sächsischen Gemeinde Heinsdorfergrund verzeichnet, die bis Juli 2019 vom Landesamt für Denkmalpflege Sachsen erfasst wurden (ohne archäologische Kulturdenkmale). Die Anmerkungen sind zu beachten.
Diese Aufzählung ist eine Teilmenge der Liste der Kulturdenkmale im Vogtlandkreis. 

## Hauptmannsgrün
| Bild                                    | Bezeichnung                                                                              | Lage                             | Datierung                                                                                        | Beschreibung | ID       |
| --------------------------------------- | ---------------------------------------------------------------------------------------- | -------------------------------- | ------------------------------------------------------------------------------------------------ | --- | -------- |
| Direkt Bild zu diesem Denkmal hochladen | Wohnstallhaus, Wohnhaus, Seitengebäude und Scheune eines Vierseithofes                   | Hauptstraße 20, 22 (Karte)       | Mitte 19. Jahrhundert (Wohnstallhaus); 1920er Jahre (Bauernhaus)                                 | Zum Teil Fachwerkbauten, baugeschichtliche Bedeutung, ortsbildprägend                                                         | 09209552 |
|                                         | Kriegerdenkmal für die Gefallenen des Ersten Weltkrieges                                 | Hauptstraße 24 (vor) (Karte)     | 1924                                                                                             | Ortsgeschichtlich von Bedeutung                                                                                               | 09209553 |
| Direkt Bild zu diesem Denkmal hochladen | Wohnstallhaus und drei Seitengebäude eines Vierseithofes                                 | Hauptstraße 27 (Karte)           | Um 1750                                                                                          | Fachwerkbauten, ortsbild- und strukturprägend, baugeschichtliche Bedeutung                                                    | 09209548 |
| Direkt Bild zu diesem Denkmal hochladen | Wohnhaus und Seitengebäude sowie Hofmauer mit Toreinfahrt und Pforte eines Vierseithofes | Hauptstraße 59 (Karte)           | Bezeichnet mit 1816 (Wohnhaus); Anfang 19. Jahrhundert (Stallgebäude)                            | Wohnhaus mit Fachwerk-Obergeschoss und Mansarddach, Stallgebäude ebenfalls Fachwerk, baugeschichtliche Bedeutung, bildprägend | 09209547 |
|                                         | Seitengebäude (mit Oberlaube) eines Bauernhofes                                          | Hauptstraße 66 (Karte)           | Bezeichnet mit 1880                                                                              | Baugeschichtliche und volkskundliche Bedeutung                                                                                | 09209556 |
| Direkt Bild zu diesem Denkmal hochladen | Wohnstallhaus, zwei Seitengebäude und Scheune eines Vierseithofes                        | Hauptstraße 91 (Karte)           | 1721 Dendro                                                                                      | Wohnstallhaus Obergeschoss Fachwerk, Fachwerk-Scheune, baugeschichtliche Bedeutung, bildprägend und strukturprägend           | 09302766 |
| Direkt Bild zu diesem Denkmal hochladen | Wohnstallhaus, Seitengebäude, Scheune und Hofpflasterung eines Dreiseithofes             | Hauptstraße 95 (Karte)           | Mitte 19. Jahrhundert (Stall); um 1880 (Wohnstallhaus und Scheune); 1901 (Scheune, Verlängerung) | Unter anderem baugeschichtliche Bedeutung, strukturprägend                                                                    | 09209546 |
| Direkt Bild zu diesem Denkmal hochladen | Häuslerhaus                                                                              | Hauptstraße 101 (Karte)          | Um 1800                                                                                          | Obergeschoss Fachwerk, baugeschichtliche und sozialgeschichtliche Bedeutung                                                   | 09302767 |
| Direkt Bild zu diesem Denkmal hochladen | Wohnstallhaus, Scheune und Toreinfahrt eines Zweiseithofes                               | Reichenbacher Straße 251 (Karte) | Um 1900                                                                                          | Unter anderem baugeschichtlicher Wert, bildprägend                                                                            | 09209549 |

### Ehemalige Denkmäler (Hauptmannsgrün)
| Bild                                    | Bezeichnung                                       | Lage                   | Datierung                                              | Beschreibung                                                                                      | ID       |
| --------------------------------------- | ------------------------------------------------- | ---------------------- | ------------------------------------------------------ | ------------------------------------------------------------------------------------------------- | -------- |
| Direkt Bild zu diesem Denkmal hochladen | Seitengebäude (mit Oberlaube) eines Vierseithofes | Hauptstraße 35 (Karte) | Um 1800                                                | Obergeschoss Fachwerk, exemplarischer baugeschichtlicher Wert. Zwischen 2008 und 2016 abgerissen. | 09209550 |
| Direkt Bild zu diesem Denkmal hochladen | Wohnhaus und gegenüberliegender Bergkeller        | Hauptstraße 57 (Karte) | Mitte 19. Jahrhundert (Wohnhaus), um 1900 (Bergkeller) | Wohnhaus Obergeschoss Fachwerk, baugeschichtliche Bedeutung. Zwischen 2016 und 2018 abgerissen.   | 09209555 |

## Oberheinsdorf
| Bild                                    | Bezeichnung                                                                            | Lage                                   | Datierung | Beschreibung                                                                                       | ID       |
| --------------------------------------- | -------------------------------------------------------------------------------------- | -------------------------------------- | --- | -------------------------------------------------------------------------------------------------- | -------- |
| Weitere Bilder                          | Lokomotive 99 162 der ehemaligen Rollbockbahn                                          | Am Bahndamm (Karte)                    | 1902 | Schmalspurbahn Reichenbach–Oberheinsdorf; technisches Denkmal                                      | 09209551 |
| Direkt Bild zu diesem Denkmal hochladen | Wohnstallhaus, zwei Seitengebäude und Scheune eines Vierseithofes                      | Am Raumbach 6 (Karte)                  | Um 1800 (Wohnstallhaus und Stallgebäude 1); 1932 (Stallgebäude 2)                                                          | Fachwerkbauten, in ortsbildprägender Lage und Größe, baugeschichtliche Bedeutung                   | 09209578 |
| Direkt Bild zu diesem Denkmal hochladen | Ehemaliges Jagdhaus und zwei Nebengebäude (Haus Isolde)                                | Alte Poststraße (Karte)                | Bezeichnet mit 1894 | Im Schweizer Stil, baugeschichtliche Bedeutung                                                     | 09209560 |
| Direkt Bild zu diesem Denkmal hochladen | Wohnhaus                                                                               | Reichenbacher Straße 131 (Karte)       | Um 1925 | Einfache Baugestalt im zeittypischen Heimatstil, baugeschichtliche Bedeutung                       | 09209557 |
| Direkt Bild zu diesem Denkmal hochladen | Wohnhaus, Seitengebäude und Scheune eines ehemaligen Mühlenanwesens (ohne Ausstattung) | Reichenbacher Straße 164 (Karte)       | Bezeichnet mit 1604, spätere Umbauten                                                                                      | Geschlossen erhaltene, ortsbildprägende Anlage, baugeschichtliche und ortsgeschichtliche Bedeutung | 09209558 |
| Direkt Bild zu diesem Denkmal hochladen | Auszugshaus eines Bauernhofes                                                          | Reichenbacher Straße 167 (Karte)       | Nach 1800 | Sozialgeschichtliche Bedeutung                                                                     | 09209561 |
|                                         | Wohnstallhaus, zwei Seitengebäude und Scheune sowie Hofpflasterung eines Vierseithofes | Reichenbacher Straße 175, 175a (Karte) | Vor 1800 (Wohnstallhaus); 19. Jahrhundert (Scheune); 1895 (Vierseithof, Stallgebäude); bezeichnet mit 1895 (Seitengebäude) | Fachwerkgebäude, baugeschichtliche Bedeutung, strukturprägend                                      | 09209577 |
| Direkt Bild zu diesem Denkmal hochladen | Wohnstallhaus und Scheune eines Zweiseithofes                                          | Waldkirchner Weg 11 (Karte)            | 1. Hälfte 19. Jahrhundert                                                                                                  | Unter anderem baugeschichtliche Bedeutung                                                          | 09209565 |

## Unterheinsdorf
| Bild                                    | Bezeichnung                                                    | Lage                             | Datierung                                                                                    | Beschreibung | ID       |
| --------------------------------------- | -------------------------------------------------------------- | -------------------------------- | -------------------------------------------------------------------------------------------- | --- | -------- |
| Direkt Bild zu diesem Denkmal hochladen | Wohnhaus, sogenanntes Plagehaus                                | Alter Schulweg 12 (Karte)        | Bezeichnet mit 1777                                                                          | Obergeschoss Fachwerk, viele ursprüngliche Details erhalten, bau- und ortsgeschichtliche Bedeutung                       | 09209570 |
| Direkt Bild zu diesem Denkmal hochladen | Wohnstallhaus, Seitengebäude und Scheune eines Vierseithofes   | Alter Stadtweg 4 (Karte)         | Um 1780, Kern womöglich 17. Jahrhundert (Wohnstallhaus); um 1850 (Seitengebäude und Scheune) | Wohnstallhaus und Seitengebäude beide Obergeschoss Fachwerk, Scheune verbrettert, exemplarischer baugeschichtlicher Wert | 09209572 |
| Direkt Bild zu diesem Denkmal hochladen | Wohnstallhaus und Seitengebäude eines Bauernhofes              | Angerweg 1 (Karte)               | 1. Hälfte 19. Jahrhundert, Teile womöglich älter                                             | Obergeschoss Fachwerk, zum Teil verschiefert, baugeschichtliche Bedeutung                                                | 09209564 |
| Direkt Bild zu diesem Denkmal hochladen | Kriegerdenkmal für die Gefallenen des Ersten Weltkrieges       | Friedhofsweg (Karte)             | Nach 1918                                                                                    | Ortsgeschichtlich von Bedeutung                                                                                          | 09209574 |
| Direkt Bild zu diesem Denkmal hochladen | Flugzeug Typ Iljuschin Il-14                                   | Kaltes Feld 1 (Karte)            | 1956                                                                                         | Als erstes nach dem Zweiten Weltkrieg gebautes Flugzeug für Passagiertransporte von technikhistorischer Bedeutung        | 09209562 |
| Direkt Bild zu diesem Denkmal hochladen | Wegestein                                                      | Reichenbacher Straße (Karte)     | Um 1900                                                                                      | Steinerner Wegweiser, Denkmal der Verkehrsgeschichte                                                                     | 09209573 |
| Direkt Bild zu diesem Denkmal hochladen | Villa (mit Stützmauer) im Tudor-Stil in markanter Straßenlage  | Reichenbacher Straße 1 (Karte)   | Um 1900                                                                                      | Exemplarische bauhistorische Bedeutung                                                                                   | 09209571 |
| Direkt Bild zu diesem Denkmal hochladen | Wohnstallhaus und Seitengebäude eines ehemaligen Dreiseithofes | Reichenbacher Straße 109 (Karte) | Um 1800 (Wohnstallhaus, womöglich älter); um 1850 (Stallgebäude)                             | Wohnstallhaus Obergeschoss Fachwerk mit Kopfstreben, exemplarische bauhistorische Relevanz                               | 09209568 |
| Direkt Bild zu diesem Denkmal hochladen | Seitengebäude (mit Oberlaube) eines Vierseithofes              | Reichenbacher Straße 127 (Karte) | Um 1800                                                                                      | Obergeschoss Fachwerk mit Resten eines Laubenganges, mit Lehm-Erdgeschoss, exemplarische baugeschichtliche Bedeutung     | 09209576 |
| Weitere Bilder                          | Fabrikgebäude (Streichgarn-Spinnerei)                          | Reichenbacher Straße 148 (Karte) | Bezeichnet mit 1923 und bezeichnet mit 1924 (an der Eingangswand als Putzrelief)             | Baugeschichtliche und ortsgeschichtliche sowie künstlerische Bedeutung (zwei Putzreliefs)                                | 09209566 |

## Tabellenlegende
- Bild: Bild des Kulturdenkmals, ggf. zusätzlich mit einem Link zu weiteren Fotos des Kulturdenkmals im Medienarchiv Wikimedia Commons. Wenn man auf das Kamerasymbol klickt, können Fotos zu Kulturdenkmalen aus dieser Liste hochgeladen werden:
- Bezeichnung: Denkmalgeschützte Objekte und ggf. Bauwerksname des Kulturdenkmals
- Lage: Straßenname und Hausnummer oder Flurstücknummer des Kulturdenkmals. Die Grundsortierung der Liste erfolgt nach dieser Adresse. Der Link (Karte) führt zu verschiedenen Kartendiensten mit der Position des Kulturdenkmals. Fehlt dieser Link, wurden die Koordinaten noch nicht eingetragen. Sind diese bekannt, können sie über ein Tool mit einer Kartenansicht einfach nachgetragen werden. In dieser Kartenansicht sind Kulturdenkmale ohne Koordinaten mit einem roten bzw. orangen Marker dargestellt und können durch Verschieben auf die richtige Position in der Karte mit Koordinaten versehen werden. Kulturdenkmale ohne Bild sind an einem blauen bzw. roten Marker erkennbar.
- Datierung: Baubeginn, Fertigstellung, Datum der Erstnennung oder grobe zeitliche Einordnung entsprechend des Eintrags in der sächsischen Denkmaldatenbank
- Beschreibung: Kurzcharakteristik des Kulturdenkmals entsprechend des Eintrags in der sächsischen Denkmaldatenbank, ggf. ergänzt durch die dort nur selten veröffentlichten Erfassungstexte oder zusätzliche Informationen
- ID: Vom Landesamt für Denkmalpflege Sachsen vergebene, das Kulturdenkmal eindeutig identifizierende Objekt-Nummer. Der Link führt zum PDF-Denkmaldokument des Landesamtes für Denkmalpflege Sachsen. Bei ehemaligen Kulturdenkmalen können die Objektnummern unbekannt sein und deshalb fehlen bzw. die Links von aus der Datenbank entfernten Objektnummern ins Leere führen. Ein ggf. vorhandenes Icon  führt zu den Angaben des Kulturdenkmals bei Wikidata.